# William Plumer (1736-1822)
William Plumer (1736-1822), est un homme politique britannique qui siège 54 ans à la Chambre des communes entre 1763 et 1822.

## Biographie
Il est le fils de William Plumer et de son épouse Elizabeth Byde, fille de Thomas Byde de Ware Park, et est né le 24 mai 1736. Il est admis au Pembroke College de Cambridge en 1752. Il épouse Frances Dorothy Carey, fille de Lucius Charles Carey, 7e vicomte Falkland le 12 juillet 1760. Elle est décédée en décembre 1761 .
Plumer est élu sans opposition en tant que député de Lewes lors d'une élection partielle en février 1763. Le duc de Newcastle a soutenu sa position à Lewes car il le considère comme un candidat fort et souhaitait le voir se présenter aux élections suivantes. Cependant, Plumer voulait obtenir un siège dans le Hertfordshire. Il succède à son père à Blakesware et Gilston Park, Hertfordshire le 12 décembre 1767 et le duc accepte finalement de le libérer de son engagement à se présenter à Lewes .
Plumer est populaire dans le Hertfordshire; sa position est forte et il est réélu dans le Hertfordshire sans opposition aux élections générales de 1768. Il y a eu des élections contestées en 1774 et 1784, et à chaque fois il remporte le scrutin à une large majorité. En 1780, il est de nouveau réélu sans opposition.
The English Chronicle écrit en 1781 que : «William Plumer est l'un des gentlemen country les plus opulents du royaume. En plus de posséder la propriété la plus étendue de tout gentleman dans ce comté, ses domaines supplémentaires dans l'Essex, le Middlesex et le Suffolk, constituent un revenu net de quinze mille livres par an. . . Par son caractère parlementaire, il s'est montré uniforme dans son opposition à toutes les mesures de la présente administration; et bien qu'aucun orateur, est l'un des assistants les plus constants à son devoir législatif, et ne souffre pas de passer sans cette indication substantielle de ses talents politiques, un négatif direct pour le ministre. Son activité hors de la Chambre n'est pas moins visible que son zèle honnête. . . Son caractère, en tant que particulier, est de ce genre qui l'exempte totalement de la moindre imputation d'être sous la direction de tout motif inapproprié dans l'enthousiasme de ses efforts publics. Sa fortune l'élève au-dessus de l'influence de la tentation pécuniaire, et l'ambition pitoyable d'importance titulaire ne fait pas partie de ses faiblesses. N'ayant donc que peu à souhaiter et rien à craindre, il n'est gouverné par aucune considération autre que sa propre conviction, et sans aucune prétention à l'appréciation de l'un des premiers politiciens du royaume est, sans aucun doute, l'un des plus sincères .
Plumer remporte le scrutin aux élections générales de 1790. Il se remarie avec Jane Hamilton, fille de George Hamilton le 9 août 1791. Il remporte scrutin lors des élections générales de 1796 et 1802 et est réélu sans opposition en 1806. Cependant, il est en mauvaise santé et prend sa retraite aux élections générales de 1807 en raison de son «l'âge avancé». Puis il revient au Parlement à l'âge de 76 ans, acceptant le siège de Higham Ferrers de son ami le comte Fitzwilliam et est réélu aux élections générales de 1812. En 1815, il est sourd et souffre de rhumatismes et de goutte. Il est trop malade pour participer au début de 1816 et envisage de prendre sa retraite, mais il se présente à Higham Ferrers pour sa réélection aux élections générales de 1818 .
Plumer est décédé le 15 janvier 1822 sans descendance. Sa veuve et héritière de son deuxième mariage se marie avec son troisième mari, Robert Plumer Ward, député, qui adopte le nom de Plumer et s'installe à Gilston Park.